# 索菲号护卫舰
索菲号是德意志帝国海军于19世纪80年代建造的卡罗拉级护卫舰的四号舰，得名于当时的萨克森-魏玛-艾森纳赫大公夫人索菲。为了在德国殖民帝国服役，该舰的设计结合了蒸汽和风帆动力以扩大航程，并装备有十门150毫米口径炮。索菲号于1880年在但泽的帝国船厂开始铺设龙骨，1881年11月下水，至1882年8月竣工。
索菲号于1883年被派往海外，首先是陪同皇储腓特烈·威廉出访西班牙，继而在德国宣布多哥为保护国之前，它继续前往西非保护在多哥的德国公民。之后，该舰返回本土并从事训练任务；在1884年9月的操练中，它遭到一艘轮船撞击并严重损坏。经过长时间的维修后，索菲号才重新投入使用，并于1885年和1886年进行了长期训练巡航，第一次前往西印度群岛，第二次则到西班牙为止。在第二次巡航期间，它奉命加入德国的常驻巡洋分舰队，以应对世界各地的危机。从1886年至1892年，该舰分别在德属东非和德属新几内亚的殖民领地巡逻。1892年6月，索菲号被召回德国并退役。它于1898年1月以训练舰身份重启，但只持续了一年，便于1899年3月被裁撤。该舰之后是充当宿营船度过了运用生涯的晚期，最终于1920年被出售，并在次年拆解报废。

## 设计
为了扩充当时已严重老化的德国海外巡洋舰队，德意志帝国海军于1870年代末订购了六艘卡罗拉级护卫舰。它们的主要任务是驻地执勤，以维护德国在未设基地的外国水域以及德国殖民帝国的利益。因此，这些舰只将作为舰队侦察兵，并在德国感兴趣的海外地区执行长期巡逻任务。
索菲号的水线长和全长分别为70.6米和76.35米，有12.5米的舷宽以及4.98米的前吃水。其标准排水量为2,147吨，满载时则可达2,424吨。标准船员编制为13名军官及285名水兵。该舰由一台卧式两缸双胀蒸汽机提供动力，用以驱动一副直径为5.02米的双叶螺旋桨；蒸汽则由六台燃煤火管锅炉供应，这使得它在2,156匹公制馬力（1,586千瓦特）额定功率下的最高航速可达14節（26每小時），并且能够以10節（19每小時）的速度连续航行3,420海里（6,330）。在竣工时，索菲号曾配备有完整的三桅帆索具，以便在煤炭可能稀缺的海外长期部署时作为蒸汽机的辅助动力。
索菲号装备有十门150毫米22倍径后装式箍炮作为主舰炮，并搭载了两门87毫米24倍径箍炮和六门37毫米哈乞开斯转膛炮作为辅助。在服役生涯后期，其87毫米炮则被替换为两门88毫米30倍径速射炮，并获得了十门未记录型号的37毫米机关炮。

## 服役历史
1879年，索菲号是作为新增编入舰队的平甲板护卫舰而以合同代号“F”进行订购。其龙骨自1880年1月开始在但泽的帝国船厂铺设，至1881年11月10日下水。在下水仪式上，由时任船厂总监的奥托·利冯纽斯少将发表演说，并主持将舰只冠以萨克森-魏玛-艾森纳赫大公夫人——即来自荷兰的索菲之名。舾装工作完成后，索菲号于1882年8月10日展开海试。当月26日，它被转移到基尔接受进一步试航，并一直持续至11月15日。在此期间，它随练习分舰队参加了9月的训练演习。12月18日，该舰在威廉港退役。

### 第一次海外部署
索菲号此后一直闲置，直到1883年10月2日才获重新启用以部署至海外。根据时任帝国海军部长列奥·冯·卡普里维将军的构想，德国殖民地将由炮舰实施保护，而较大的军舰通常将作为预备役，并编入一支机动分舰队，以便快速应对危机。然而，计划中的横跨北大西洋之旅被取消，因为索菲号需要陪同普鲁士王储腓特烈·威廉出访西班牙。该舰于10月14日离开威廉港，跟随盖甲板护卫舰阿达尔贝特亲王号前往地中海。它们于10月27日抵达意大利的热那亚，与通报舰罗蕾莱号会合。在那里，腓特烈·威廉登上了阿达尔贝特亲王号，三艘舰启程前往西班牙。途中，索菲号因恶劣天气造成其第二斜桅脱落，不得不由罗蕾莱号拖曳行进。

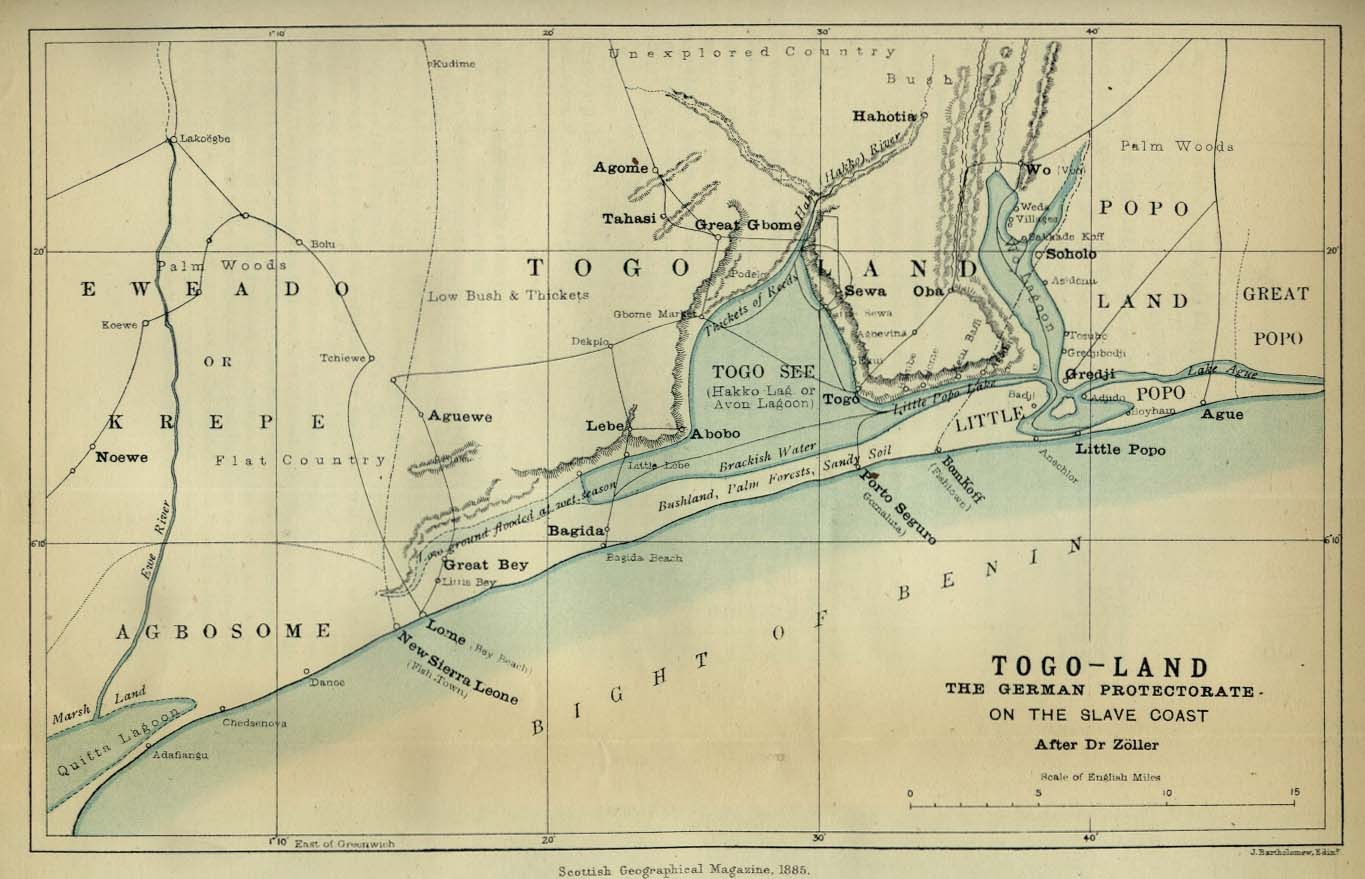
1885年的多哥兰地图

在王储结束对西班牙的访问后，这三艘舰把他送回了热那亚。索菲号随后被派往东亚，但在启程之前，其任务被改到了西非。该舰于12月30日从地中海出发，前往后来成为保护国的多哥兰，那里发生了针对德国商业活动的大规模反对活动。一艘德国商船在该地区搁滩，当地人便谋杀了船员并将船只洗劫一空。德国在当地的贸易站点也遭到了袭击。索菲号于1884年1月底抵达现在的多哥。首先，时任舰长、海军少校威廉·施图本劳赫（Wilhelm Stubenrauch] 错误：{{Lang}}：文本有斜体标记（帮助））率一支登陆队上岸考察了大腓特烈堡要塞遗址，那里是前勃兰登堡属黄金海岸的首府，建于1680年代。他们绘制要塞遗址的草图，并找到了六把旧枪，其中一把被带上索菲号，后来回到柏林的军械库展出。施图本劳赫奉命避免任何侵略性行动，只是展示旗帜并报告该地区的情况。
随后，索菲号前往小波波，那里的一位部族酋长一直在向该地区的德国人发动袭击，并说服了另外几位酋长加入其驱逐德国人的行动。施图本劳赫与酋长谈判并达成了合适的解决方案，但在大波波发生的类似事件又迫使该舰继续前往那里，然而并非所有的酋长都同意解决方案。由于形势严峻，施图本劳赫不顾避免战斗的命令，他派了一支150人的登陆队上岸保护德国在小波波的贸易站点，并突袭了一个十五名酋长正在商议的村庄。其中三人被逮捕上舰，其他人在郑重承诺对德国人保持良好行为后获释。三位酋长被带到德国，在柏林、汉堡和基尔示众，然后跟随炮舰海鸥号漂泊了一个月后返回多哥。到达大波波后，索菲号遇到了一艘载有英属黄金海岸总督的英国护卫舰，英国总督要求德国人解释行动的合法性。但施图本劳赫拒绝交代事件，英国人只得撤退。索菲号随后前往格兰港，在那里向德国本土报告了其活动。卡普里维对施图本劳赫的果断行为表示赞赏，并命令索菲号归国。该舰于1884年3月30日回到威廉港，并立即接受了彻底维修。

### 司职训练舰

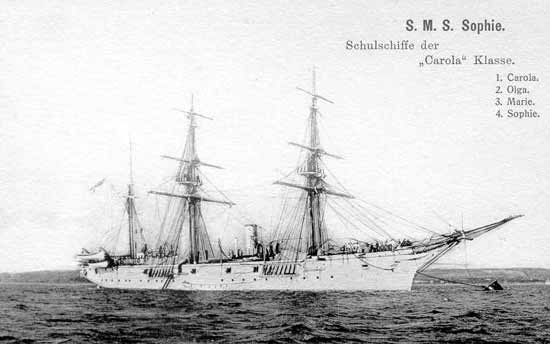
担任训练舰时的索菲号

到1884年5月，索菲号再次为重新入役准备就绪，成为新设立的四年制自愿兵役的训练舰，并担任训练分舰队的旗舰。该部队受海军少将威廉·冯·维克德指挥，阵中成员还包括老旧的风帆巡防舰尼俄伯号、护卫舰宁芙号、双桅横帆船温蒂妮号和漫游者号。索菲号于5月10日与分舰队余部在波罗的海展开首次训练巡航，继而从6月30日自7月8日间加入主舰队进行训练演习。8月13日，它返回基尔，然后进一步驶入北海跟随主舰队进行额外的演习。9月3日，当该舰从威悉河入海口驶向威廉港时，正前往巴尔的摩的北德劳埃德轮船霍亨斯陶芬号试图从索菲号和前面的一艘军舰之间驶过，但船长误判了距离，霍亨斯陶芬号于13:40撞上了索菲号左舷。后者在碰撞中严重受损，从露天甲板一直到煤舱下方的舰体被撕开了一个大洞，但其船员们迅速控制住了进水。铁甲舰符腾堡号将它拖回威廉港，索菲号遂于9月16日退役进行维修。
修复工作于1885年4月完成，索菲号得以于9日重新入役。5月12日，它与巡洋巡防舰施泰因号一同展开另一次训练巡航，访问了斯堪的纳维亚的几个港口。从7月底到9月23日，该舰被编入练习分舰队的第一支队，在此期间，分舰队在北海和波罗的海进行了演习，索菲号也一度在基尔附近不慎搁浅，但并无大碍。10月中旬，它跟随训练分舰队踏上了前往西印度群岛的冬季训练巡航，同行的还有旗舰施泰因号、巡洋巡防舰毛奇号和巡洋护卫舰阿里阿德涅号。部队于1886年3月27日返抵威廉港后解散，索菲号则被转移至基尔的帝国船厂接受大修。然后，该舰恢复四年制兵役的训练舰职能，训练模式与前一年相同，索菲号和施泰因号再次被编入一个临时分舰队，但这年只去往葡萄牙的里斯本。

### 第二次海外部署
在里斯本逗留期间，海军命令索菲号脱离斯泰因号，加入在德属东非的常备巡洋分舰队，受海军少将爱德华·冯·克诺尔指挥。为了适应海外部署，索菲号将其受训人员调换成来自其它舰只的经验丰富船员，然后于11月6日出发，前往桑给巴尔与炮舰海鸥号和鬣狗号会合。12月14日，克诺尔将军率领旗舰俾斯麦号以及巡洋护卫舰奥尔加号和卡罗拉号也抵达当地。分舰队司令需要确保将谋杀德国探险家卡尔·路德维希·于尔克的凶手从基斯马尤运送到桑给巴尔的常设法院；他还需要消除与桑给巴尔苏丹的间隙，并在沿海城镇展示旗帜——根据与伦敦方面签订的条约，这些城镇应当属于德国殖民地。为此，分舰队的舰艇开始对德国势力范围内的海岸展开勘测。由于不利的气候条件和维修保养的需要，分舰队于3月中旬前往开普敦。在那里，海军上校卡尔·爱德华·霍伊斯纳于4月接替克诺尔担任分舰队司令，索菲号则被分遣至太平洋驻地。俾斯麦号、奥尔加号和卡罗拉号于5月7日跟随索菲号前往悉尼，以参加为庆祝英国维多利亚女王登基40周年的阅兵式。8月，分舰队进一步前往萨摩亚群岛，于19日抵达阿皮亚。那里爆发了针对欧洲人的骚乱，这些舰艇遂组建一支登陆队，冲破了当地人的抵抗并俘虏了叛军。12月，索菲号又连同俾斯麦号和卡罗拉号穿越俾斯麦群岛前往德属新几内亚，汇报威廉皇帝领的现状。当奥尔加号追上分舰队后，它们继续前往东亚，于1888年1月6日抵达香港，在那里与驻地炮舰狼号和鸡貂号会合。索菲号在香港进行了大修，在此期间，时任舰长、海军少校维克托·科丘斯（[Victor Cochius] 错误：{{Lang}}：文本有斜体标记（帮助））于3月16日死于斑疹伤寒，为此，需要由副舰长欧根·科尔豪尔（[Eugen Kohlhauer] 错误：{{Lang}}：文本有斜体标记（帮助））临时接管舰只。随着原旗舰俾斯麦号被转移至日本进行维修后继而遣回德国，霍伊斯纳遂在索菲号升起将旗，并率该舰及其姊妹舰卡罗拉号和奥尔加号一起在东亚水域巡航。6月，索菲号在新加坡完成进一步维修，在那里，分舰队接到了返回东非的命令，因当地已开始爆发阿布希里起义。

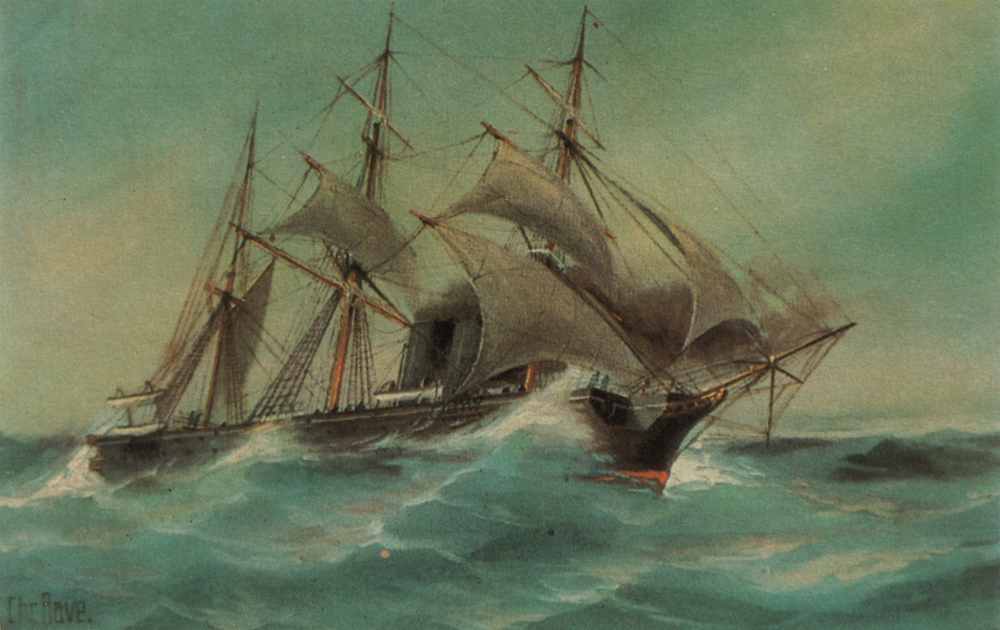
绘有索菲号的明信片

分舰队于1888年6月28日抵达桑给巴尔，海鸥号也于7月16日前来与它们会合。由于分舰队司令霍伊斯纳被召回国，索菲号遂将他送至亚丁，但不得不从7月28日至8月19日在当地停留，以等待新指挥官、海军少将卡尔·奥古斯特·戴恩哈德到任。后者转而使用已提前抵达东非的巡洋巡防舰莱比锡号作为旗舰。海军本打算把索菲号派往太平洋，但在从亚丁返回的途中，其发动机受损，无法进行如此漫长的航行，故而派去了奥尔加号。由于德国人在东非的危急情况，分舰队的调动被取消。在接下来的几个月里，索菲号参与了各种炮击和登陆行动，包括去往肯尼亚的米金达尼和德属东非的林迪，然后于10月27日在金加尼河河口派遣登陆队上岸。翌日，这些人返回舰上，并于三天后前往温迪展开另一次登陆行动。11月28日至12月1日，戴恩哈德曾临时登上索菲号，指挥对马菲亚海峡到基斯韦尔沿岸的封锁。
1889年1月中旬，索菲号前往达累斯萨拉姆，派遣一支登陆队上岸保卫该镇。在此期间，船员们的健康状况不断恶化。副舰长兼登陆队指挥官中暑身亡，舰长也病重，迫使莱比锡号的副舰长暂时接管索菲号的指挥权，直至新舰长、海军少校奥斯卡·赫尔宾（[Oskar Herbing] 错误：{{Lang}}：文本有斜体标记（帮助））于4月5日到任。1889年的阿皮亚气旋摧毁了炮舰雕号和野猪号，姊妹舰奥尔加号亦受损严重，因此海军命令索菲号离开东非以接替它们。但途中由于遭遇螺旋桨故障，该舰不得不在毛里求斯的路易港经停维修。它于6月25日抵达阿皮亚，并在那里遇到了太平洋上仅存的另一艘德国军舰狼号，后者正把被流放的前萨摩亚国王马利托阿·劳佩帕带回来。索菲号向他鸣放礼炮，标志着他重新掌权成为萨摩亚的统治者，德国人与当地人之间的关系也趋于稳定。
随着姊妹舰亚历山德里娜号于12月14日的到来，索菲号得以在严重气旋后首度离港，于1890年1月2日抵达悉尼进行必要的保养维护。维修完成后，它于1月25日展开前往俾斯麦群岛的巡航，最终到访了查尔斯·哈迪爵士岛，以惩罚抢劫并谋杀了一名德国商人的当地人。3月初，该舰前往东亚海域，在途中加入了对一艘在贾卢伊特环礁附近失踪的船只的搜寻工作，但一无所获。这艘船当时在海上共载有26人。索菲号于3月22日抵达香港与莱比锡号会合，并重新加入常备巡洋分舰队。它随即进入旱坞接受大修，从4月23日持续到5月10日。5月18日，两艘舰循南中国海沿岸航行至新加坡，然后于7月21日进一步前往悉尼。在那里，曾一度在萨摩亚担任驻地舰的亚历山德里娜号也加入了该部队。10月18日，三艘舰共同前往新西兰，继而向北前往萨摩亚。他们于12月19日抵达阿皮亚，并在当地驻留度过了圣诞节和新年，然后于1891年1月初取道马绍尔群岛返回香港。索菲号于2月14日至3月4日期间在旱坞进行了大修。
离开香港后，索菲号又到访了中国和日本的其他几个港口。与此同时，1891年智利内战爆发，促使德国海军部派遣该分舰队前往智利保护在该国的德国公民。为此，时任分舰队司令的海军少将维克托·瓦卢瓦斯于5月4日率莱比锡号、亚历山德里娜号和索菲号从横滨出发，在没有补充煤炭储备的情况下横渡太平洋。德国海军的巡洋巡防舰和巡洋护卫舰都配备了风帆进行这类调动，因为舰只的煤炭储备不足以进行如此长距离的蒸汽航行。然而，瓦卢瓦斯所希望的风力条件不足，吃煤严重的旗舰莱比锡号在大洋中耗尽了补给，不得不在前往旧金山的途中由索菲号和亚历山德里娜号拖曳超过1217海里和97小时。分舰队于7月6日通过美国西岸的港口，至9日抵达瓦尔帕莱索。由于智利首都相对平静，德国分舰队还访问了智利北部港口伊基克和科金博，并于8月20日返回瓦尔帕莱索，此时巴尔马塞达政府的局势已急剧恶化。随着叛军即将占领这座城市，促使瓦卢瓦斯于8月28日派遣一支由300人组成的登陆队上岸，与来自冠军号护卫舰的英国海军陆战队共同保护城市中的欧洲人。叛乱分子的迅速胜利和局势的迅速稳定导致德国登陆队官兵于9月初撤退回所属各舰，其中一些舰只还独自访问了智利的其他港口。12月中旬，分舰队奉命继续出发，于1892年元旦通过麦哲伦海峡，1月6日抵达蒙得维的亚。在访问了巴西南部几个有大量德国后裔聚居的港口后，该部队于2月21日越洋抵达开普敦，在那里接受了必要的维修，而分舰队司令则由海军少将弗里德里希·冯·帕维尔兹接任。在进一步前往德属东非的航行途中，它们曾于3月22日经停德拉戈湾，帕维尔兹和部分军官从那里上岸拜访了川斯瓦共和國总统保罗·克留格尔。由于殖民地的局势平静，莱比锡号和亚历山德里娜号于5月5日被转移至东亚，只有索菲号留在东非。直到6月18日，它才接到从桑给巴尔启程返国的命令，至7月24日回到威廉港。8月6日，该舰被转移至但泽，并于一周后在那里退役。

### 后续运用
1895年7月，索菲号被指定为专门的训练舰。它被转移到威廉港进行相应的改造工作，并在改造过程中于1897年4月9日被正式列入训练舰名录。1898年4月1日，索菲号以见习水兵训练舰的身份重新入役。随后，它参加了波罗的海的训练巡航，并于8月展开了一场远至蒙得维的亚的海外训练巡航。1899年3月24日，该舰结束海外拉练返回威廉港，并于4月7日最后一次退役。由于巡洋巡防舰格奈森瑙号也进行了类似的改装，且较索菲号更适合执行这项任务，故取而代之。直至1908年5月21日，索菲号才正式从海军名录中除籍，此后在威廉港充当宿营船。1914年8月1日，即第一次世界大战爆发后，它被转移到德意志湾的黑尔戈兰岛，此后一直驻泊在当地，至1916年再转移到埃姆登，仍然用作宿营船。战争结束后，该舰于1920年7月7日被出售，并于次年在汉堡拆解报废。